# Coupe Gambardella 1986-1987
Navigation
Édition précédente Édition suivante
La coupe Gambardella 1986-1987 est la 33e édition de l'épreuve organisée par la Fédération française de football et ses ligues régionales. La compétition est ouverte aux équipes de football de jeunes dans la catégorie des 18 ans.

## Huitièmes de finale
| Équipe 1        | Résultat | Équipe 2               | T.a.b.   |
| --------------- | -------- | ---------------------- | -------- |
| RC Paris        | 1-0      | Stade de Reims         |          |
| FC Grenoble     | 1-1      | Olympique de Marseille | Grenoble |
| FC Nantes       | 3-1      | Girondins de Bordeaux  |          |
| Stade lavallois | 1-2      | Amiens SC              |          |
| Brest Armorique | 0-0      | FC Tours               | Brest    |
| FC Montceau     | 1-1      | FC Metz                | Montceau |
| AS Beauvais     | 1-1      | RC Strasbourg          | Beauvais |
| AS Cannes       | 1-1      | INF Vichy              | Cannes   |

## Quarts de finale
| Équipe 1    | Résultat | Équipe 2        |
| ----------- | -------- | --------------- |
| RC Paris    | 1-0      | Brest Armorique |
| FC Montceau | 1-2      | AS Beauvais     |
| Amiens SC   | 2-1      | FC Nantes       |
| FC Grenoble | 3-0      | AS Cannes       |

## Demi-finales
| Équipe 1    | Résultat | Équipe 2    | T.a.b. |
| ----------- | -------- | ----------- | ------ |
| RC Paris    | 0-0      | AS Beauvais | 6-5    |
| FC Grenoble | 2-0      | Amiens SC   |        |

## Finale
| Équipe 1 | Résultat | Équipe 2    |
| -------- | -------- | ----------- |
| RC Paris | 2-1      | FC Grenoble |

Il s'agit de la deuxième finale du RC Paris en coupe Gambardella et de la deuxième victoire du club dans l'épreuve. C'est la première finale du FC Grenoble.
Feuille de match
| Finale      | RC Paris | 2 - 1   | FC Grenoble | Stade Auguste-Delaune, Reims |                        |
| 3 juin 1987 | Clérix 43e · Dangbeto 61e | (1 - 0) | 86e Cano | Arbitrage : M. Poulain       | Arbitrage : M. Poulain |
| 3 juin 1987 | François Darcy - Stéphane Blondeau, Legrévès, Sékana Diaby, Hippolyte Dangbeto - Randolph Gohi, Gîlles Irazoqui, Ludovic Jumel, Dagbassou ( 71e Philippe Rochedreux) - Christophe Hageman, Charles Clérix ( 62e Pascal Hatchouel) · Entraîneur : Silvester Takač | Équipes | Jean-Luc Caillet - Fabrice Sposito ( 75e), Frank Jakubowiez, Christophe Laplace, Eric Srozynski - Jean-Marie Noubia, Stéphane Garcia, Clément Garcia - Youri Djorkaeff, Jean-Christophe Cano, Deschamps ( 76e Yaou) · Entraîneur : Alain Laurier et Roger Garcin | Arbitrage : M. Poulain       | Arbitrage : M. Poulain |